# Bistum Tursi-Lagonegro

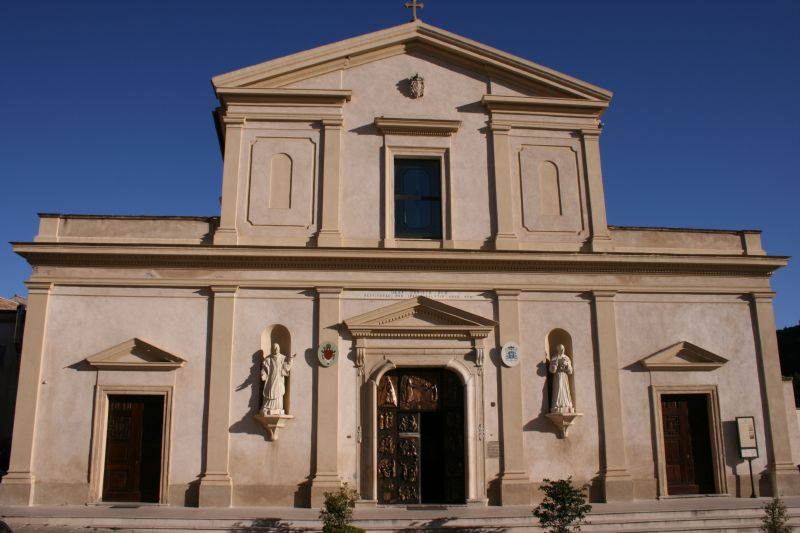
Kathedrale Annunziata in Tursi

Das Bistum Tursi-Lagonegro (lat.: Dioecesis Tursiensis-Lacunerulonensis, ital.: Diocesi di Tursi-Lagonegro) ist eine in Italien gelegene römisch-katholische Diözese mit Sitz in Tursi.

## Geschichte
Das Bistum Tursi-Lagonegro wurde im 11. Jahrhundert als Bistum Anglona errichtet. Im Jahre 1068 wurde das Bistum Anglona durch Papst Alexander II. dem Erzbistum Acerenza als Suffraganbistum unterstellt. Der Bischofssitz wurde im Jahre 1110 von nach Tursi nach Anglona verlegt, wo die Kirche Santa Maria di Anglona errichtet worden war.
Am 8. August 1545 wurde das Bistum Anglona in Bistum Anglona-Tursi umbenannt und der Sitz wieder nach Tursi verlegt. Das Bistum Anglona-Tursi wurde am 21. August 1976 dem Erzbistum Potenza-Muro Lucano-Marsico Nuovo als Suffraganbistum unterstellt und am 8. September desselben Jahres in Bistum Tursi-Lagonegro umbenannt.